# Camlez
Camlez é uma comuna francesa na região administrativa da Bretanha, no departamento Côtes-d'Armor. Estende-se por uma área de 11,66 km². Em 2010 a comuna tinha 890 habitantes (densidade: 76,3 hab./km²).